# Aéroport de Moundou
L'aéroport de Moundou est un aéroport desservant Moundou, la deuxième plus grande ville du Tchad et la capitale de la région de Logone Occidental.

## Situation
| \| 100 km1:18 338 000 \|Abéché Am-Timan Faya-Largeau Moundou N'Djaména Sarh |
| 100 km1:18 338 000                                                          |